# Chariesthes interruptevitticollis
Chariesthes interruptevitticollis là một loài bọ cánh cứng trong họ Cerambycidae.